# WASP-7 b
WASP-7B (HD 197286 B) — экстрасолнечная планета, обнаруженная в 2008 году. Планета немного меньше, чем Юпитер, примерно той же массы и более плотная.